# Paca (agricultura)

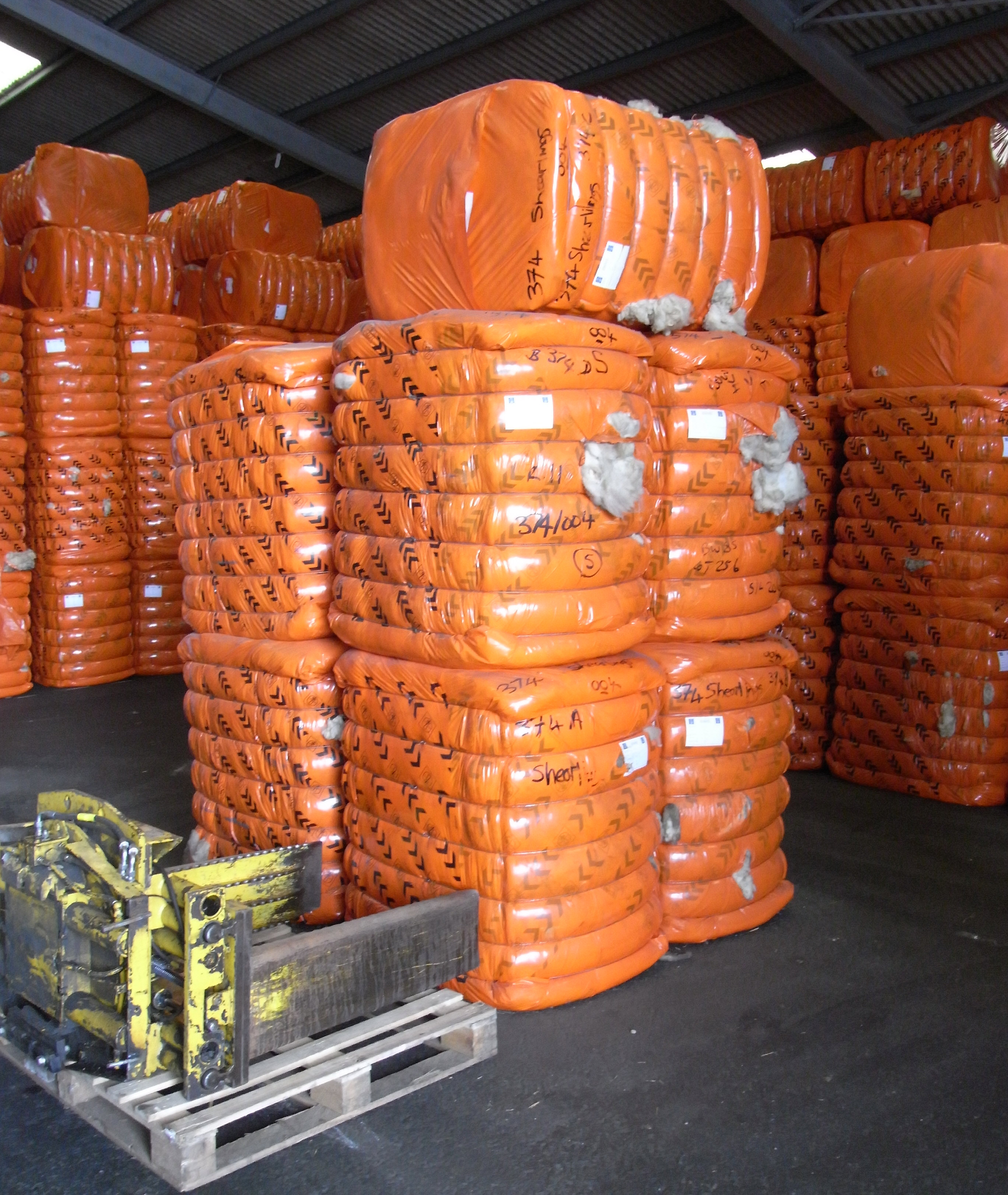
Balas de algodón en South Molton

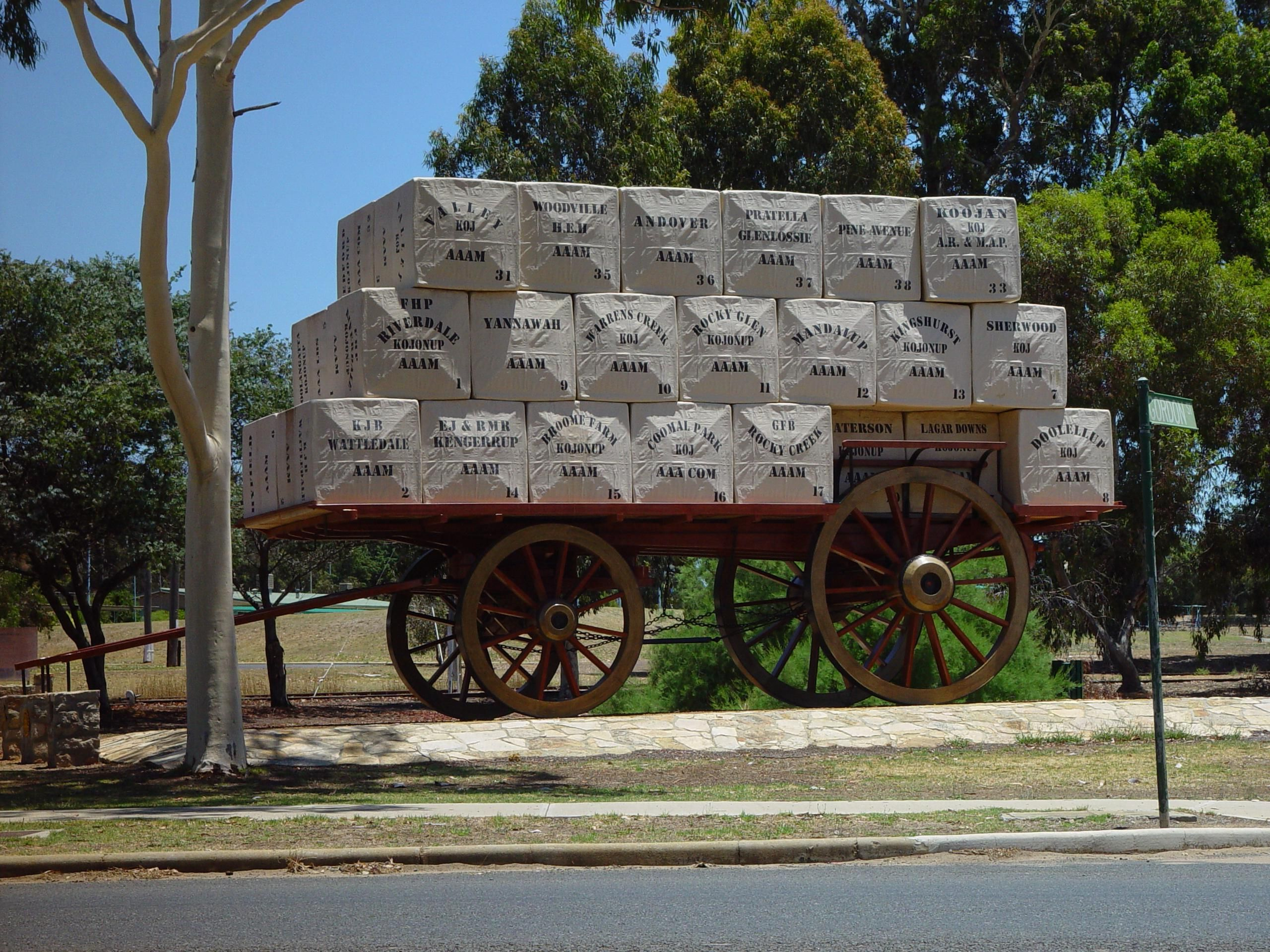
Balas de algodón con marca

Una paca (del francés. ant. Pacque) es un fardo de lana, de algodón en rama o de la paja sobrante de la recolección del cereal. Según la región también se les llama paca o bala.
En Europa la paca más común es la paca de paja, proveniente del cultivo de los diferentes cereales: trigo, cebada, centeno, etc. Tras la recolección del cereal y como “subproducto” de este proceso la paja queda dispuesta en el campo en hileras de donde se recoge y empaca mecánicamente.
Las empacadoras forman paquetes regulares de paja que atan mediante el uso de cuerda de sisal o plástico. Las pacas suelen quedar dispersas en el campo y son recogidas posteriormente por medios manuales, manuales con asistencia mecánica o por medios completamente mecánicos. Para facilitar esta labor algunas empacadoras llevan adosado un remolque que recoge temporalmente las pacas para luego depositarlas de forma regular en el campo facilitando la posterior recogida.
Las principales características que un agricultor busca en las pacas son:
- Tamaño, forma y pesos regulares.
- Bordes rectos y definidos
- Buen atado
- Material completamente seco
- Buen envuelto.

## Historia

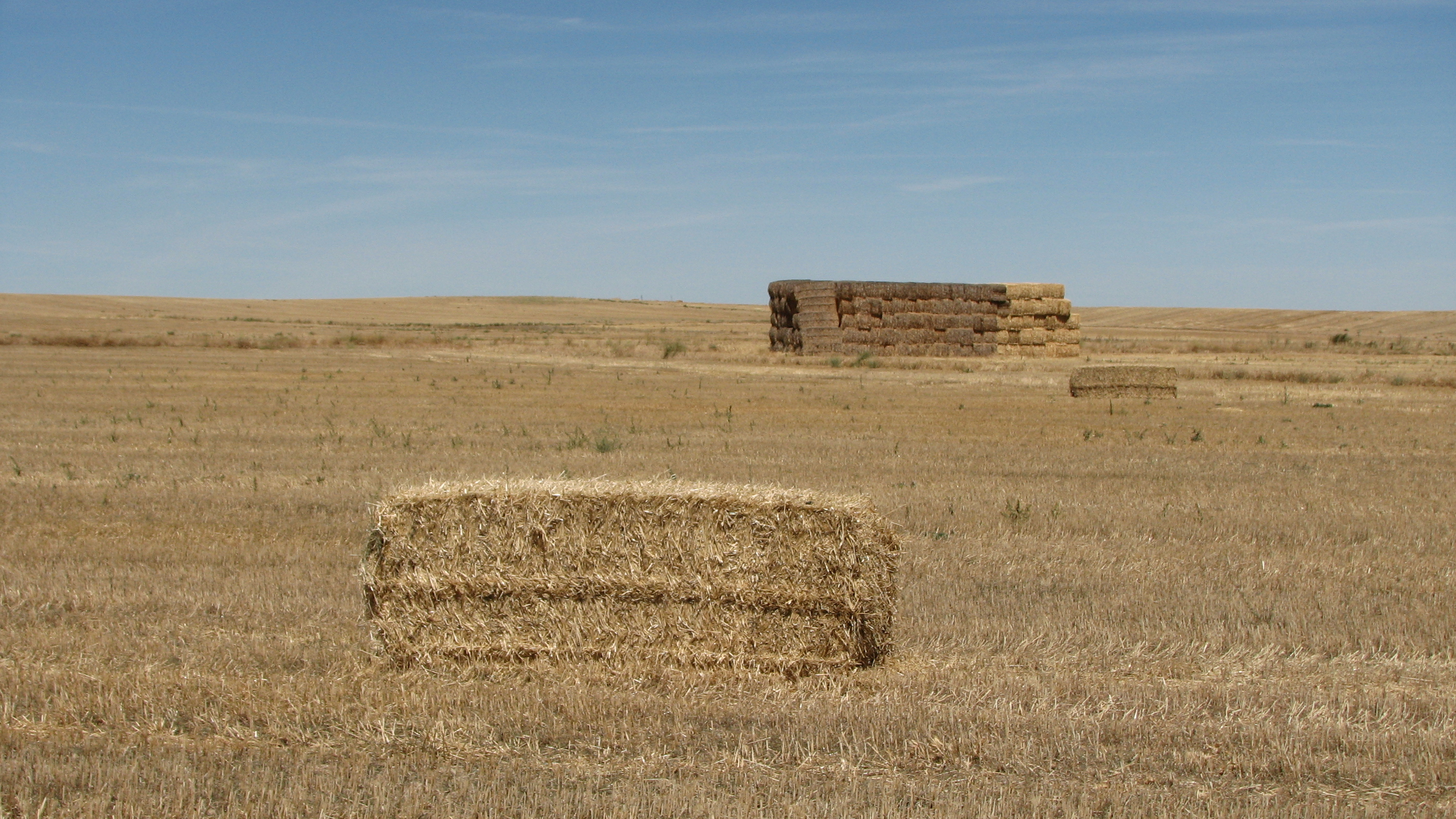
Paca gigante.

La paca es la versión moderna de la gavilla, cuyo atado era realizado a mano uniendo porciones más o menos regulares de mieses, lino, hierbas, leña u otros elementos.
Con la revolución industrial y el consiguiente proceso de industrialización del campo comenzaron la agricultura y ganadería modernas cuya principal fuerza de trabajo es la maquinaría con motor de combustión frente a la fuerza de trabajo animal de los sistemas tradicionales.
Las empacadoras automatizaron el proceso de recolección y empacado de las mieses. Las pacas mecanizadas tienen una uniformidad de dimensiones y pesos imposibles de lograr en el trabajo manual.

## Tipos de pacas
- Paca rectangular clásica.
- Paca rectangular gigante.

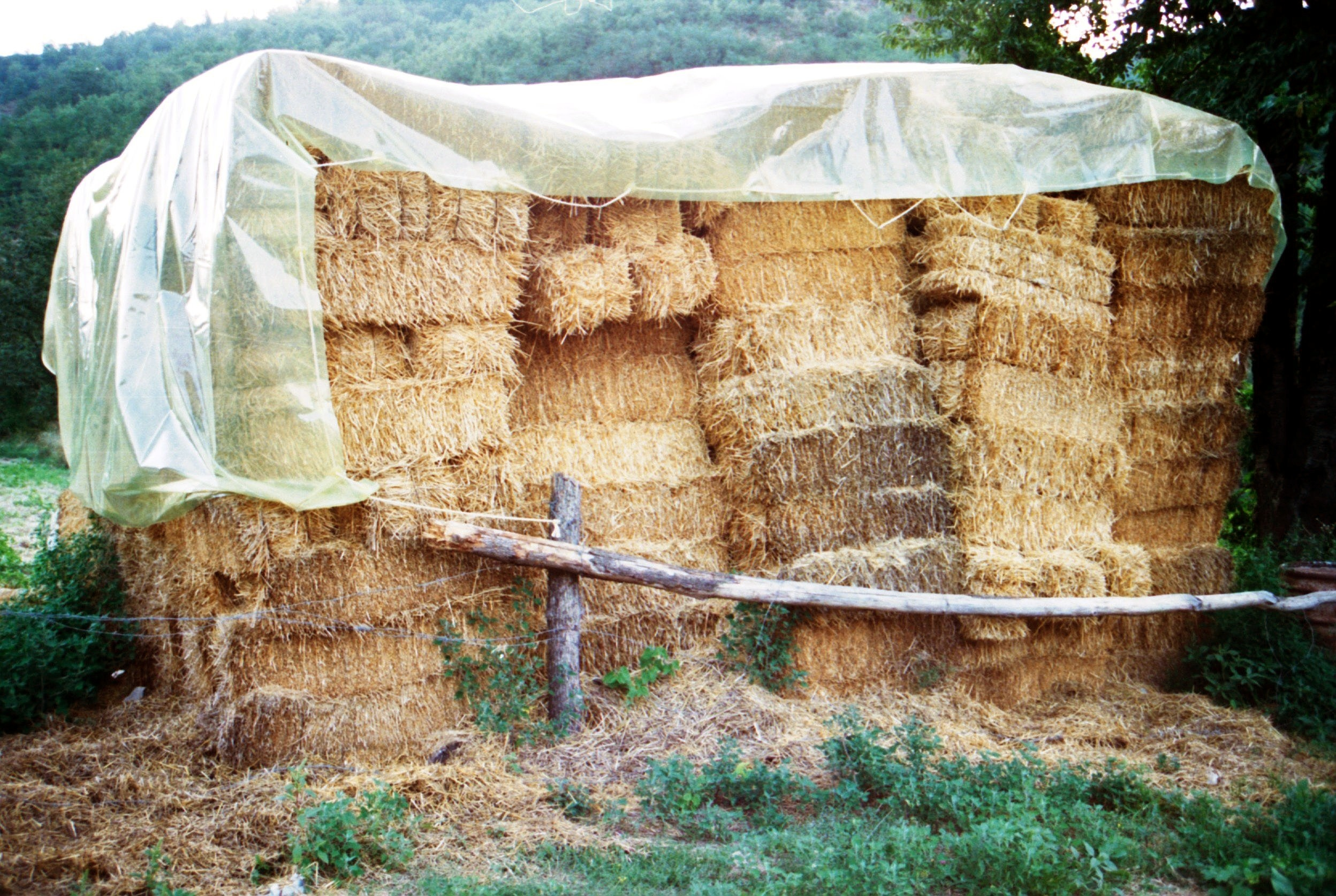
Paca rectangular clásica

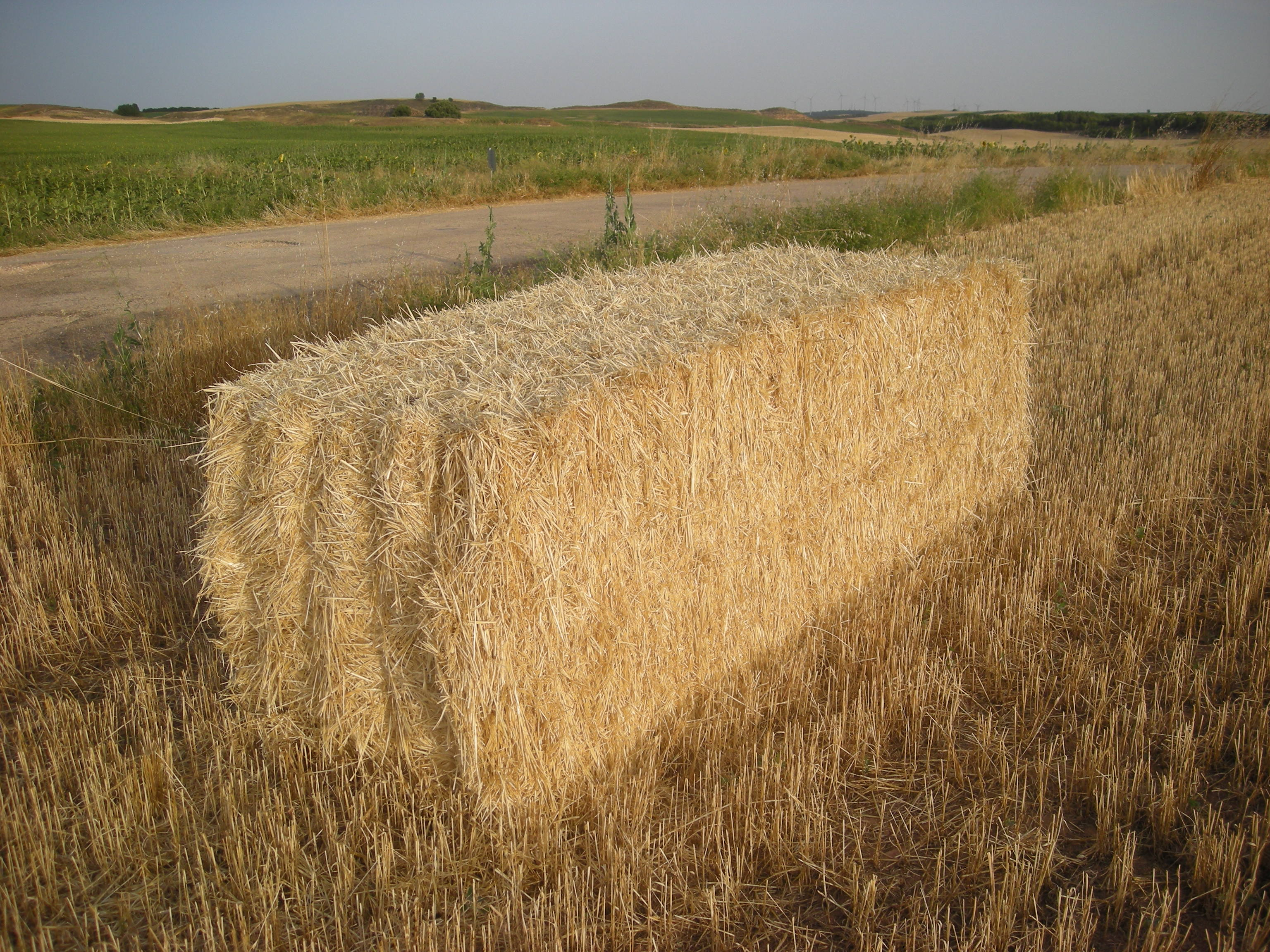
Paca (Cuenca, España).

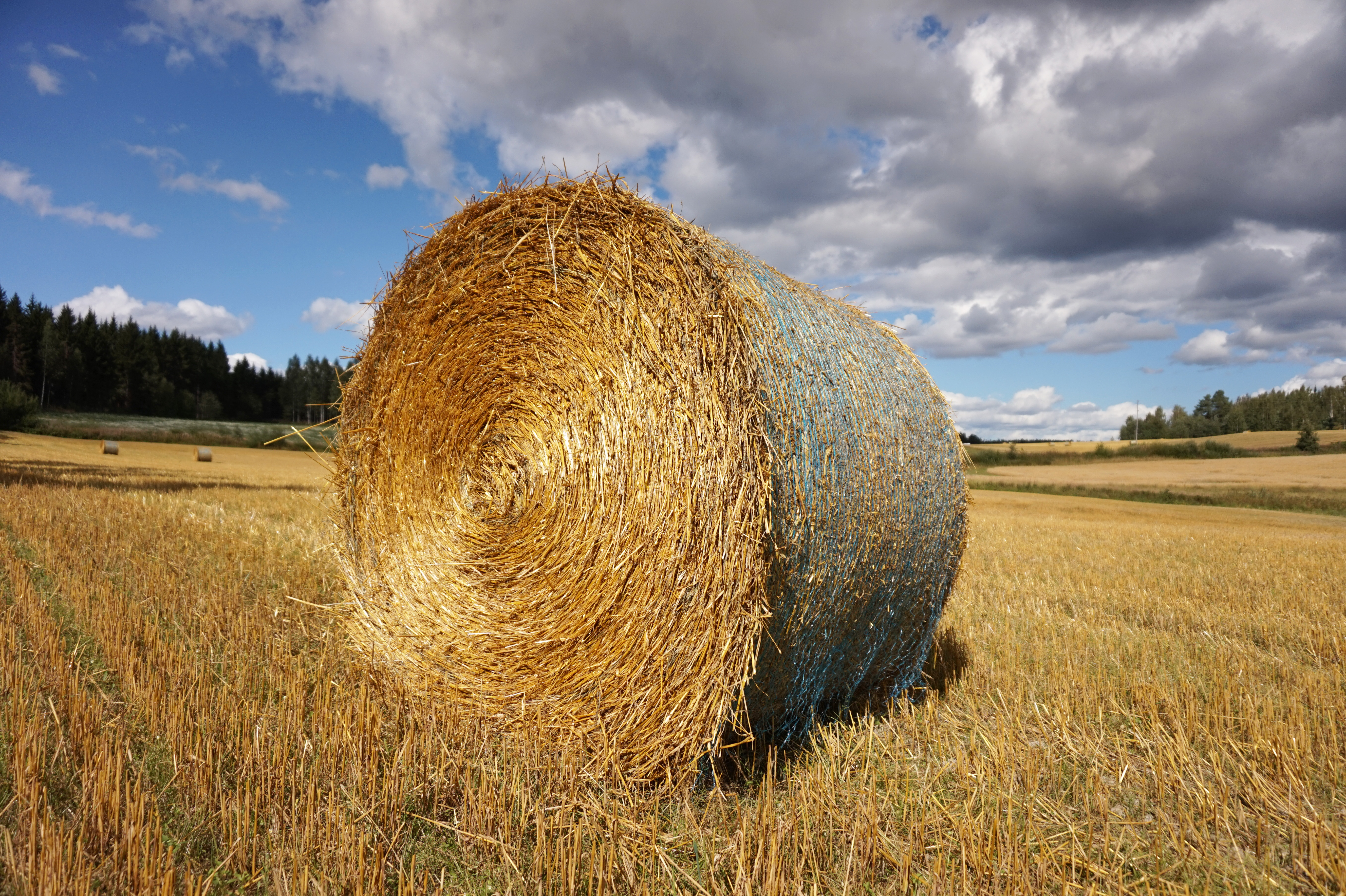
Rotopaca.

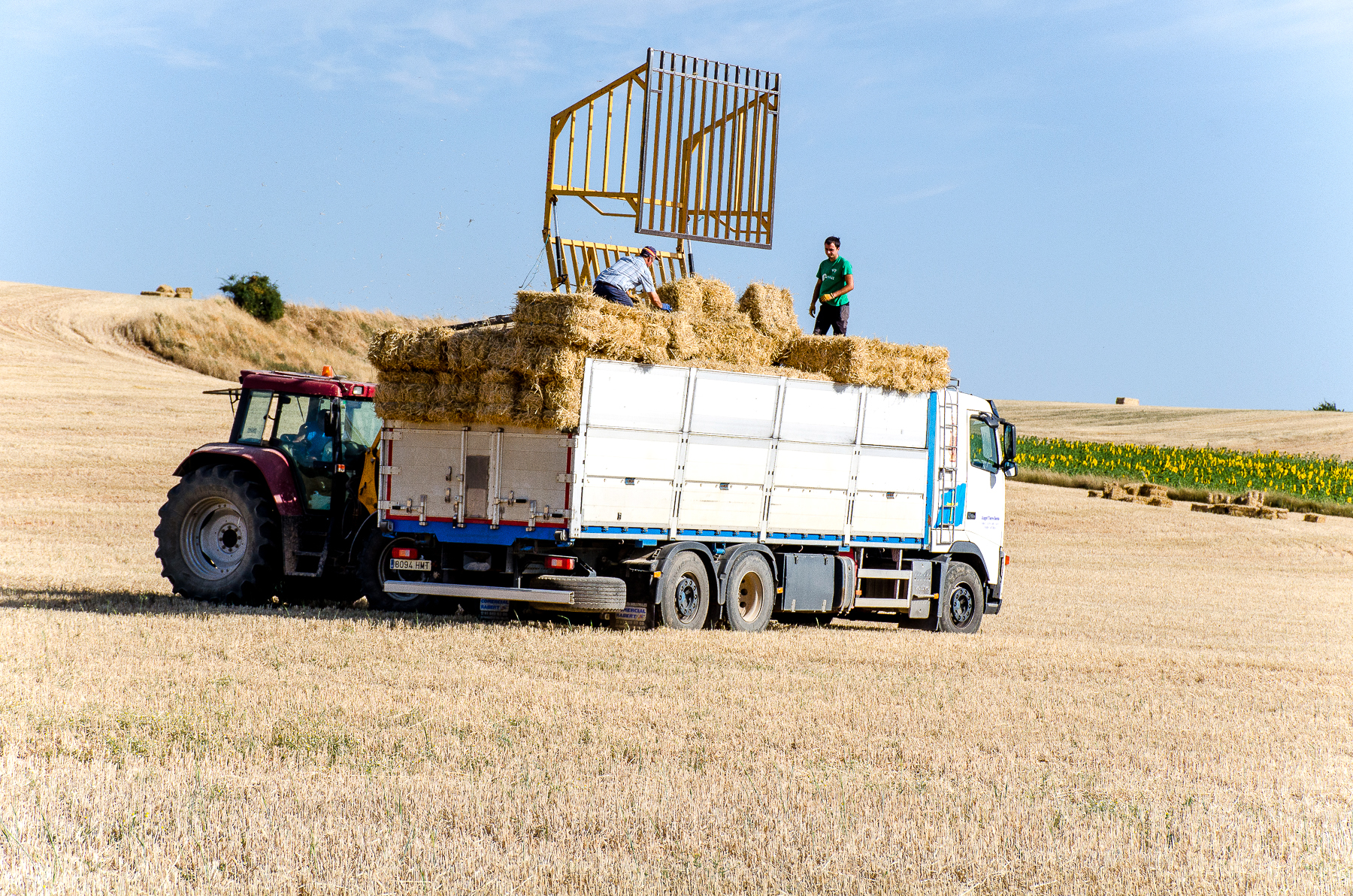
Cargando pacas de paja prismáticas en Sandoval de la Reina (España)

- Paca cilíndrica gigante o Rotopaca.

En Europa en general y en España en particular, durante años, la paca más extendida fue la paca clásica, con unas dimensiones aproximadas de 80x40x40 cm y un peso de entre 20 y 50 kilogramos según el material empacado. Estas dimensiones y peso permitían la manipulación manual. La forma rectangular facilitaba las labores de almacenaje formando grandes montañas de pacas características del paisaje agrícola de las regiones cerealistas. Para facilitar el manejo de estas alpacas existen maquinaria accesoria como los "carros de recogida", que recogen temporalmente las alpacas a la salida de la empacadora para dejarlas agrupadas y facilitar su recogida o los "lanza-alpacas" sistemas hidráulicos que acoplados al lateral de los remolques de los tractores facilitan el alzado de las alpacas durante su recogida.
A medida que la mecanización de las labores agrícolas fue creciendo esta paca clásica de pequeño formato fue sustituida por pacas de mayor volumen y peso, con unas dimensiones aproximadas de 90x100x210 cm y un peso de unos 200 kg, las cuales suponen un ahorro de tiempo de trabajo y manipulación si bien exigen por sus dimensiones el manejo mediante el uso de maquinaria. En España aproximadamente entre los años 2000 y 2010 la mayoría de empacadoras tradicionales fuero progresivamente sustituidas por empacadoras de gran formato.
A partir del año 2008 aparecieron empacadoras de pacas rectangulares de tamaño clásico que llevan asociado un carro que no sólo recoge las alpacas para luego soltarlas agrupadas sino que es capaz de agruparlas ordenadamente en bloques de 6, 8 o 10 alpacas y atarlas configurando con alpacas rectangulares clásicas una alpaca rectangular gigante lo que permite su manejo tanto con maquinaria como a mano deshaciendo el atado o flejado exterior que configura la paca gigante y conservando los atados de las pacas menores.

## El proceso de empacado
Generalmente el material a empacar es recogido directamente del campo tras el proceso de siega o cosechado. Si su destino es un empacado sencillo deberá estar bien seco. Si se pretende ensilar para su fermentado deberá tener un grado de humedad variable según el material en cuestión.
La recogida se hace mediante un sistema mecánico de "dedos" en flujo continuo. El empacado propiamente dicho se realiza en la cámara de prensado donde el material es compactado y atado.
Posteriormente puede realizarse un proceso de envuelto con el fin de proteger el contenido de la paca o de ensilar el forraje.